# Chinpokomon
Chinpokomon (Chinpokomon en version originale) est le onzième épisode de la troisième saison de la série animée South Park, ainsi que le 42e épisode de l'émission.

## Synopsis
Les enfants sont pris dans la folie Chinpokomon, qui est en fait une conspiration anti-américaine fomentée par des Japonais nostalgiques de Pearl Harbor.

## Mort deKenny
Sa mort fait référence à l'incident créé par l'épisode de Pokémon intitulé Porygon, le soldat virtuel, qui avait donné des crises d'épilepsie aux enfants japonais.
Kenny est rongé de l'intérieur par des rats durant sa crise d'épilepsie.
Cet épisode est d'ailleurs l'un des rares où la réplique gimmick de Stan et Kyle quant à la mort de Kenny ne revient pas. En effet, à la fin, ils rient.